# دومينيك يوبي
دومينيك يوبي (بالإنجليزية: Dominic Yobe)‏ هو لاعب كرة قدم زامبي في مركز الوسط، شقيقه الأكبر دونويل هو أيضًا لاعب كرة قدم محترف، ولد في 4 أغسطس 1986 في لوساكا في زامبيا لعب مع نادي أورغريته، AC Oulu [الإنجليزية]و نادي هلسنكي.

## وصلات خارجية
- دومينيك يوبي على موقع قاعدة بيانات كرة القدم.إي يو (الإنجليزية)